# Драган Црногорац
Драган Црногорац (Винковци, 4. септембар 1978) је хрватски политичар српске мањине. Актуелни је председник Заједничког већа општина и посланик у Хрватском сабору.

## Биографија
Основну школу је завршио у Старим Јанковцима а средњу техничку школу у Вуковару. Дипломорао је 2004. године на Техничком факултету „Михајло Пупин“ у Зрењанину. Након дипломског испита стекао је стручни назив професора техничког васпитања и техничког цртања.
Председник је општинске организације СДСС-а Ст. Јанковци и већник општинског већа Ст. Јанковци. Члан је Скупштине Српског народног вијећа као већник Жупанијског већа српске националне мањине Вуковарско-сријемска жупаније. Члан је Програмског већа Хрватске радиотелевизије и Међувладиног мешовитог одбора за мањине. Скупштина Заједничког већа општина га је 4. јула 2005. године изабрала за трећег председника. Четири године касније изабран је у други мандат.
Први пут улази у Хрватски сабор као заменик Војислава Станимировића, 10. октобра 2012. године. У Сабору је члан Одбора за људска права и права националних мањина.
На петој изборној скупштини СДСС-а 10. марта 2013. године у Топуском изабран је за потпредседника те странке.